# Emmi Alanen
Emmi Alanen (nacida el 30 de abril de 1991) es una centrocampista de fútbol finlandesa y exluchadora que juega en el club sueco Kristianstads DFF de la Damallsvenskan.

## Carrera
Antes de mudarse a Suecia en 2013, jugó para Kokkola Futis 10, FC Sport-39 Vaasa, FC United Pietarsaari y HJK Helsinki de la Naisten Liiga.
Alanen hizo su debut absoluto con la selección nacional femenina de fútbol de Finlandia el 19 de junio de 2010, como suplente en la victoria por 4-1 en la clasificación para la Copa Mundial Femenina de Fútbol de 2011 sobre Portugal en Vantaa.
En junio de 2013, fue nombrada en el equipo de Finlandia de la seleccionadora nacional Andrée Jeglertz para la Eurocopa Femenina 2013. Aunque Finlandia fue eliminada en la fase de grupos, las actuaciones de Alanen en el centro del campo atrajeron la atención del club Umeå IK de la Damallsvenskan, quien la invitó a entrenar con ellos.
Se unió a Växjö DFF procedente de Vittsjö GIK en diciembre de 2018.
Además del fútbol, Alanen, nacido en Lappajärvi, también fue una luchadora de nivel internacional. Después de un período de lesión decidió centrarse en el fútbol.
| Año       | Club              | Apariciones | Goles |
| --------- | ----------------- | ----------- | ----- |
|           | FC Sport-39 Vaasa | ?           | 2     |
| 2009–2010 | FC United         | 25          | 6     |
| 2011      | HJK Helsinki      | 26          | 7     |
| 2012–2013 | Kokkola Futis 10  | 20          | 5     |
| 2013–2015 | Umeå IK           | 52          | 11    |
| 2016–2018 | Vittsjö GIK       | 50          | 6     |
| 2019–2021 | Växjö DFF         | 56          | 7     |
| 2022–     | Kristianstads DFF | 35          | 6     |

Apariciones y goles en la liga nacional del club, actualizados al 19 de junio de 2022.

## Selección nacional
Desde 2010, ha sido integrante de la selección nacional de fútbol femenino de Finlandia, representando al equipo en la clasificación para la Copa Mundial Femenina de Fútbol de 2011, donde tuvo tres breves apariciones. Sin embargo, una derrota por 1-3 frente a Italia en el penúltimo encuentro, en el cual ingresó durante la segunda mitad, impidió que las finlandesas accedieran a los playoffs de los ganadores de grupo.
Durante la clasificación para la Eurocopa Femenina 2013, participó en cinco encuentros y logró clasificar con su equipo para la fase final en septiembre de 2012. Lamentablemente, en la Eurocopa Femenina 2013, el equipo fue eliminado tras los tres partidos de grupo. Posteriormente, Finlandia no logró clasificar para una fase final hasta febrero de 2021.
Alanen, durante este período, participó en seis de los ocho partidos de clasificación, anotando un gol. En la Clasificación para la Eurocopa Femenina 2017, fue parte del equipo que no logró clasificar, siendo la única jugadora que participó en el torneo de 2013. Durante este proceso, disputó los ocho partidos y fue la máxima goleadora finlandesa junto con Linda Sällström, con tres goles cada una.
También participó en las clasificaciones intermedias para la Copa Mundial en dos ocasiones sin éxito. En la clasificación para la Copa Mundial Femenina de Fútbol de 2015, tuvo diez apariciones y fue la segunda máxima goleadora del equipo con cuatro goles. En la clasificación para la Copa Mundial Femenina de Fútbol de 2019, tuvo tres apariciones, marcando un gol. En los primeros seis partidos de la clasificación para la Copa Mundial Femenina de Fútbol de 2023, fue titular en todos y marcó dos goles.
El 9 de junio de 2022, fue nominada para la fase final de la Eurocopa Femenina 2022. En ese momento, era la segunda máxima goleadora del equipo.
| Año   | Categoría | Apariciones | Goles |
| ----- | --------- | ----------- | ----- |
| 2010– | Absoluta  | 94          | 21    |

Partidos internacionales y goles de selecciones nacionales, actualizados al 2 de julio de 2022.